# 퀴리날레 언덕

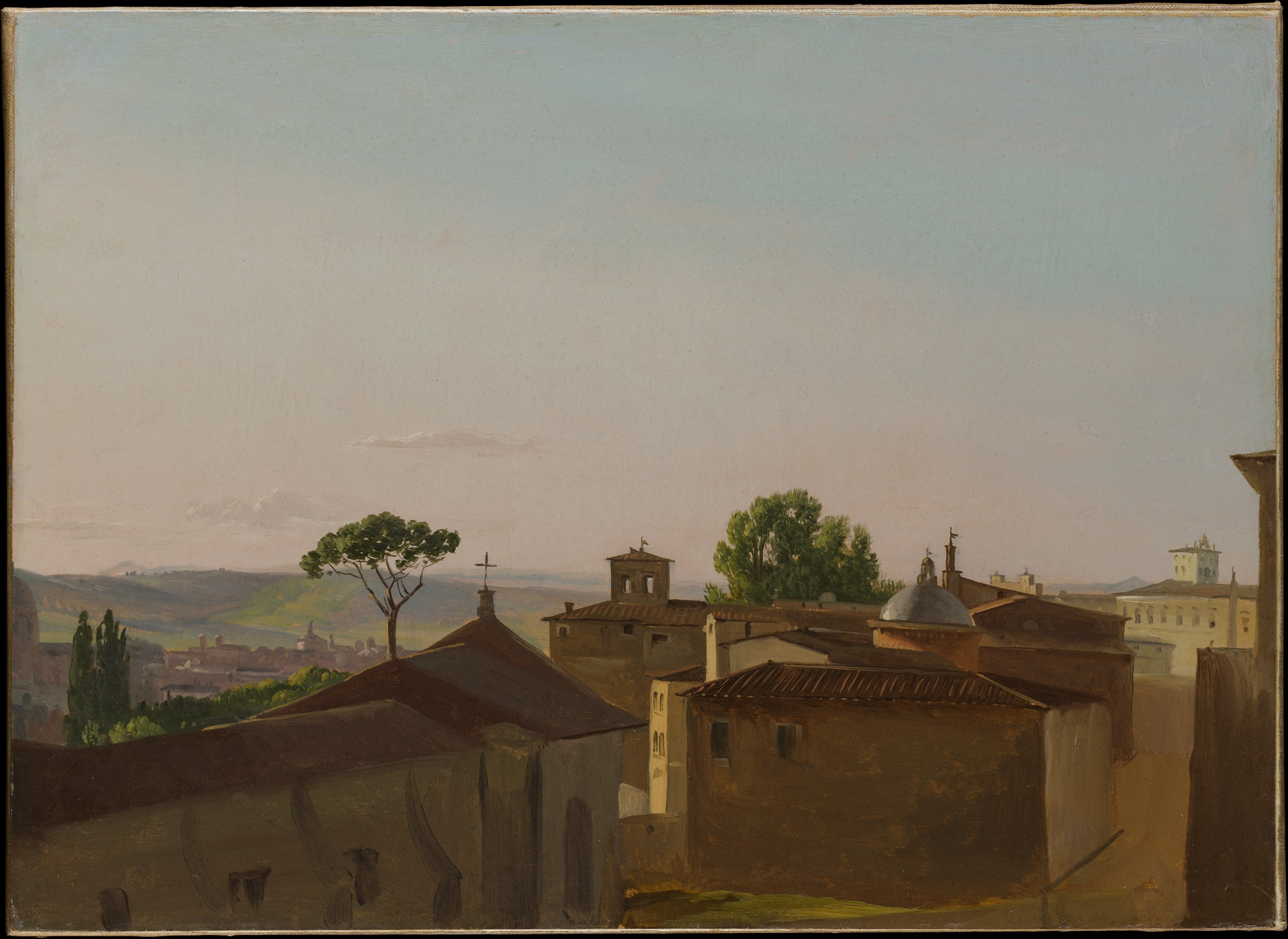
퀴리날레 언덕

퀴리날레(이탈리아어: Quirinale)는 로마의 일곱 언덕 중 하나이다. 로마 구도심의 북서쪽에 위치해 있다. 일곱 언덕 중 가장 높으며, 언덕 위에는 이탈리아 내무부가 입주해있는 퀴리날레 궁전이 있다.

## 역사
로마 전설에 의하면, 퀴리날레 언덕은 사비니족들이 살던 조그만 마을이었다. 이후 로마 왕정 시기 로마인들과 사비니인들의 평화 협정이 이루어진 후 로마의 왕들이 잠시 이 곳에 살기도 했다고 한다. 거주하던 사비니인들은 이 곳에서 그들의 토착 신인 '퀴리누스'를 숭배했는데, 퀴리날레라는 이름이 바로 이 신의 이름에서 따온 것이다.
기원전 8세기에서 7세기에 지어진 무덤들의 발굴은 이 곳이 사비니인들이 살던 거주지였음을 입증한다. 언덕 꼭대기에는 본디 퀴리누스의 사원이 있었는데 로마인들이 나중에 승리의 기념으로 이 곳을 그들의 신전으로 탈바꿈시켰다. 몇몇 고고학자들은 유노, 미네르바와 같은 로마의 주요 여신들도 이 곳에서 숭배되었을 가능성도 제기하고 있고, 이 곳은 플로라 여신과 고대 사비니 여신을 섬기던 장소이기도 하였다.
고대 로마인 역사가 티투스 리비우스에 따르면 이 곳은 제6대 로마 왕인 세르비우스 툴리우스 제위 시기인 기원전 6세기에 비미날레 언덕과 함께 로마 시내로 편입되었다고 한다.
콘스탄티누스 대제가 이 곳에 그의 이름을 딴 목욕탕을 지을 것을 명했고, 이는 로마 제정 시기 내내 지속되다가 나중에 제국이 멸망하고 자연스럽게 폐허로 전락하였다. 이 목욕탕의 유적은 16세기에 그려진 그림들에서나 겨우 찾아볼 수 있다.

## 퀴리날레 궁전
이 곳은 현재 퀴리날레 궁전이 위에 들어서 있다. 이 곳에는 현재 이탈리아 대통령이 들어가 입주해 있으며 국가의 상징들 중 하나이다. 1946년에 왕정이 폐지되기 직전까지 이 곳은 왕들의 궁전이기도 하였다. 또한 그전에는, 1871년까지 이 곳은 교황들의 궁전이었다.
퀴리날레 언덕에서 불어오는 상쾌한 바람은 로마 시대의 귀족들과 교황의 관심을 끌었다. 그레고리 13세가 1573년에 언덕의 빌라를 방문한 후 감명을 받아 이 곳에 호화로운 여름 별장을 짓기로 계획했고, 바티칸 언덕이나 라테라노 궁전보다도 더 선호했다. 이후 이 곳은 역대 교황들이 선호하는 궁전으로 남게 되었다.
이탈리아가 통일되고 연합왕국이 되자, 왕들이 교황 대신 이 궁전을 차지했고 1946년에 망할 때까지 소유권을 주장했다.
현재 퀴리날레 궁전은 이탈리아 대통령의 관저와 함께 외국 정상들의 영빈관이 들어서 있다. 이 궁전 내부에는 도자기, 태피스트리, 조각상, 유물 등 수많은 소장품들이 전시되어 있다.

## 같이 보기
- 로마의 일곱 언덕
- 아벤티노 언덕
- 첼리오 언덕
- 캄피돌리오 언덕
- 오피오 언덕
- 팔라티노 언덕
- 핀초 언덕
- 바티칸 언덕
- 벨리아 언덕
- 비미날레 언덕